# 2014-es jégkorong-világbajnokság
A 2014-es jégkorong-világbajnokság a 78. világbajnokság volt, amelyet a Nemzetközi Jégkorongszövetség szervezett. A világbajnokságok végeredményei alapján alakult ki a 2015-ös jégkorong-világbajnokság főcsoportjának illetve divízióinak mezőnye.

## Főcsoport
A főcsoport világbajnokságát 2014. május 9. és 25. között 16 csapat részvételével rendezték Fehéroroszországban.
1–16. helyezettek
| - Oroszország – Világbajnok - Finnország - Svédország - Csehország - Kanada - Egyesült Államok - Fehéroroszország - Franciaország | - Szlovákia - Svájc - Lettország - Norvégia - Dánia - Németország - Olaszország – Kiesett a divízió I A csoportjába - Kazahsztán – Kiesett a divízió I A csoportjába |

## Divízió I
A divízió I-es jégkorong-világbajnokság A csoportját Kojangban, Dél-Koreában, a B csoportját Vilniusban, Litvániában április 20. és 26. között rendezték.
| 17–22. helyezettek A csoport - Szlovénia – Feljutott a főcsoportba - Ausztria – Feljutott a főcsoportba - Japán - Ukrajna - Magyarország - Dél-Korea – Kiesett a divízió I B csoportjába | 23–28. helyezettek B csoport - Lengyelország – Feljutott a divízió I A csoportjába - Horvátország - Litvánia - Nagy-Britannia - Hollandia - Románia – Kiesett a divízió II A csoportjába |

## Divízió II
A divízió II-es jégkorong-világbajnokság A csoportját Belgrádban, Szerbiában  április 9. és 15. között, a B csoportját Jacában, Spanyolországban április 5. és 11. között rendezték.
| 29–34. helyezettek A csoport - Észtország – Feljutott a divízió I B csoportjába - Izland - Szerbia - Ausztrália - Belgium - Izrael – Kiesett a divízió II B csoportjába | 35–40. helyezettek B csoport - Spanyolország – Feljutott a divízió II A csoportjába - Mexikó - Új-Zéland - Kína - Dél-afrikai Köztársaság - Törökország – Kiesett a divízió III-ba |

## Divízió III
A divízió III-as jégkorong-világbajnokságot Kockelscheuerben, Luxemburgban rendezték április 6. és 12. között.
41–46. helyezettek
- Bulgária – Feljutott a divízió II B csoportjába
- Észak-Korea
- Luxemburg
- Hongkong
- Egyesült Arab Emírségek
- Grúzia